# Gregorio Pedro XX Ghabroyan
Gregorio Pedro XX Ghabroyan (en armenio: Գրիգոր Պետրոս Ի. Կապրոյեան, Krikor Bedros XX Ghabroyan, Alepo, Siria, 15 de noviembre de 1934-Líbano, 25 de mayo de 2021) fue un religioso sirio, patriarca (Catholicós) de Cilicia y primado de la Iglesia católica armenia.

## Biografía
Nació como Krikor Ghabroyan en Alepo (Siria) en 1934. Estudió en el Institut du Clergé Patriarcal de Bzommar (Líbano), y posteriormente en el Collège des frères maristes de Jounieh, en el mismo país. Completó su formación en Italia, en el Colegio Pontificio Armenio Leonino de Roma, y realizó estudios de posgrado en Filosofía y Teología en la Pontificia Universidad Gregoriana. Después de graduarse con éxito, regresó a Líbano y fue ordenado sacerdote el 28 de marzo de 1959.
Tras su ordenación se convirtió en instructor en la escuela del Monasterio de Bzommar, y posteriormente fue director de la Escuela Secundaria Armenia Católica Mesrobiana en Bourj Hammoud. 
En 1977 fue nombrado obispo titular de Amida de los Armenios (Amidenus Armenorum) y exarca apostólico en Francia. El 13 de febrero de ese año fue ordenado obispo por el patriarca Hemaiag Pedro XVII Ghedighian. El 30 de junio de 1986 fue nombrado obispo de Sainte-Croix de París, cargo del que se retiró en 2013. En noviembre de 2012 realizó una visita ad limina a Roma con otros obispos franceses, donde se entrevistó con el papa Benedicto XVI.
El 24 de julio de 2015 fue nombrado patriarca (Catholicós) de Cilicia y primado de la Iglesia católica armenia por el Santo Sínodo de los Obispos de la Iglesia Católica Armenia, y refrendado por el papa Francisco un día después. Sucedió a Narsés Pedro XIX Tarmouni, fallecido unos meses antes. Como es costumbre en la Iglesia católica armenia escogió el nombre de Pedro (Bedros), como homenaje a la adhesión de esta iglesia a la Santa Sede.